# Nuris
Nuris (arab. نورِِِس) – nieistniejąca już arabska wieś, która była położona w Dystrykcie Dżanin w Mandacie Palestyny. Wieś została wyludniona i zniszczona podczas I wojny izraelsko-arabskiej, po ataku Sił Obronnych Izraela w dniu 30 maja 1948.

## Położenie
Nuris leżała po obu stronach niewielkiego wadi na północno-zachodnich zboczach wzgórz Gilboa, górujących nad doliną Jezreel w Dolnej Galilei. Wieś była położona się na wysokości 150 metrów n.p.m., w odległości 9 kilometrów na północny wschód od miasta Dżanin. Według danych z 1945 do wsi należały ziemie o powierzchni 625,6 ha. We wsi mieszkało wówczas 570 osób.
| własność gruntów | powierzchnia gruntów (hektary) |
| ---------------- | ------------------------------ |
| Arabowie         | 624,7                          |
| Żydzi            | 0                              |
| publiczne        | 0,9                            |
| Razem            | 625,6                          |

| Rodzaj użytkowanych gruntów | Arabowie (hektary) | Żydzi (hektary) |
| --------------------------- | ------------------ | --------------- |
| uprawy cytrusów             | 0,4                | 0               |
| uprawy oliwek               | 4,0                | 0               |
| uprawy nawadniane           | 24,3               | 0               |
| uprawy zbóż                 | 293,5              | 0               |
| nieużytki                   | 303,8              | 0               |
| zabudowane                  | 3,6                | 0               |

## Historia
Krzyżowcy nazywali tutejszą osadę Nurith. W 1596 wieś Nuris została włączona do Imperium Osmańskiego. W owym czasie liczyła ona 88 mieszkańców, którzy utrzymywali się z upraw pszenicy, jęczmienia i oliwek, oraz hodowli kóz i pasieki.
W okresie panowania Brytyjczyków Nuris była niewielką wsią, w której znajdował się meczet i jedna szkoła dla chłopców.
Przyjęta 29 listopada 1947 Rezolucja Zgromadzenia Ogólnego ONZ nr 181 przyznała te tereny państwu arabskiemu. Wieś Nuris znalazła się na granicy z terytoriami żydowskimi, i z tego powodu podczas wojny domowej w Mandacie Palestyny stacjonowały w niej siły Arabskiej Armii Wyzwoleńczej. W kwietniu 1948 żydowskie siły Palmach podjęły nieudaną próbę likwidacji tutejszych baz arabskich milicji. Podczas I wojny izraelsko-arabskiej, w dniu 28 maja 1948 izraelska armia rozpoczęła operację Erez, w trakcie której 30 maja zajęto wieś Nuris. Wysiedlono wówczas wszystkich jej mieszkańców i wyburzono wszystkie domy.

## Miejsce obecnie
W rejonie wioski Nuris powstał w 1950 moszaw Nurit.
Palestyński historyk Walid Chalidi, tak opisał pozostałości wioski Nuris: „Okolica jest usłana stertami kamieni i porośnięta sosnami oraz dębami. Część terenu jest ogrodzona i wykorzystywana jako pastwisko, a inna część uprawiana. W pobliżu miejsca wioski rosną drzewa oliwne, figowe i kaktusy”.